# 막대감자
막대감자(영어: shoestring fries)는 아주 가느다란 감자 튀김이다.

## 사진

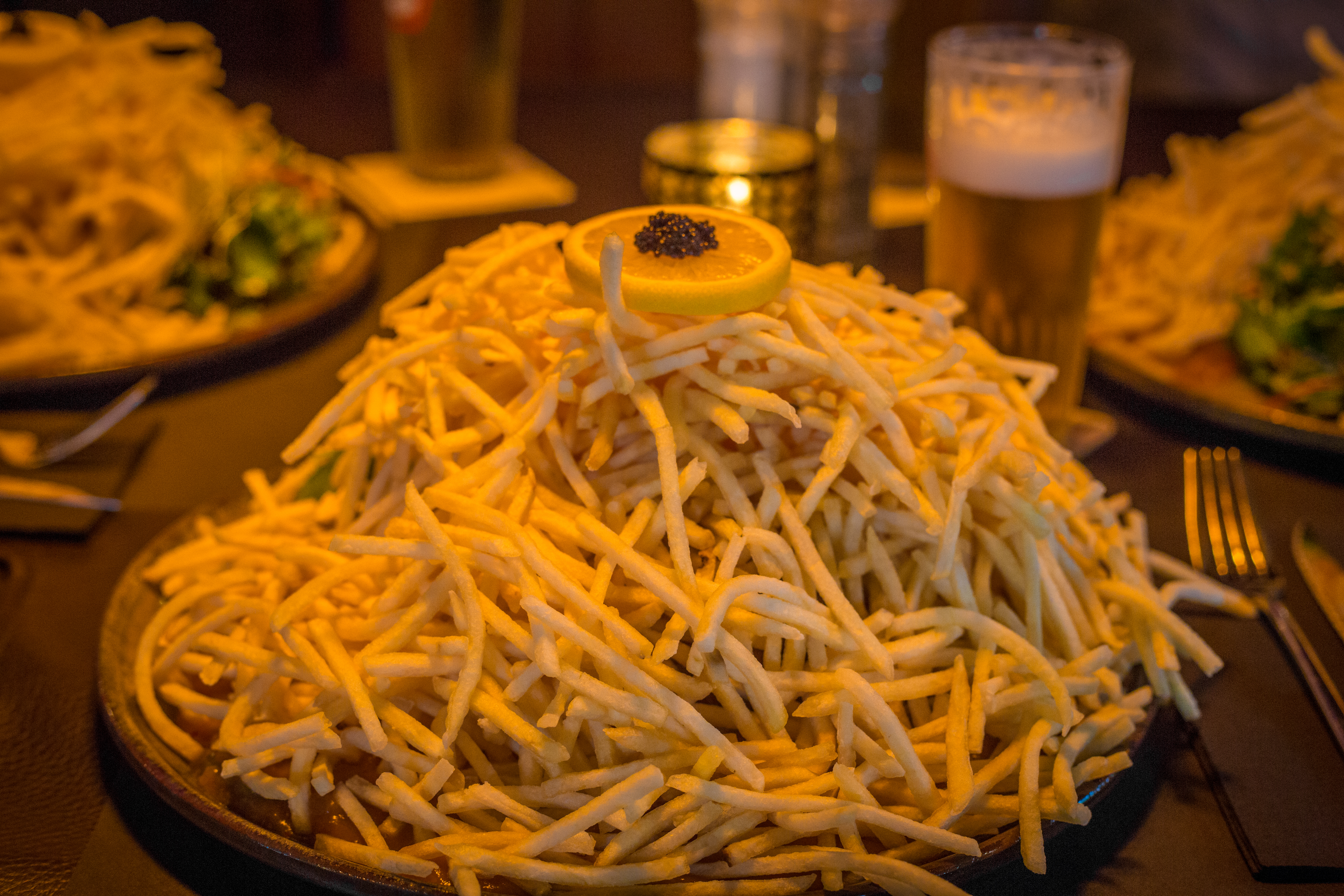
스테퍼흐라스

## 같이 보기
- 벌집감자
- 용수철감자
- 웨지감자
- 주름감자